# Carlos Vallejo Márquez
Carlos Vallejo Márquez (Zacapoaxtla, Puebla; 30 de agosto de 1902 - Ciudad de México, Distrito Federal; 19 de marzo de 1986). Ingeniero mecánico egresado de la Escuela Práctica de Ingenieros Mecánicos, antecedente de la hoy prestigiada Escuela Superior de Ingeniería Mecánica y Eléctrica del Instituto Politécnico Nacional.
En 1932, fue comisionado por el entonces Secretario de Educación Pública el licenciado Narciso Bassols para la creación del modelo académico y organizacional de la Escuela Politécnica Nacional.
En 1976, el Consejo General Consultivo del Instituto Politécnico Nacional, decidió dar el nombre de "Ingeniero Carlos Vallejo Márquez" al Centro de Estudios Científicos y Tecnológicos n.º 10 (antes Vocacional 10).